# Mușchi ridicător al buzei superioare
Mușchiul ridicător al buzei superioare (latină: musculus levator labii superioris) este un mușchi facial situat aproape de deschiderea gurii, care ridică buza superioară.

## Structură și funcție
Mușchiul ridicător al buzei superioare are originea pe fața anterioară a corpului maxilei și pe zigomatic. Inserția terminală este pe fața profundă a pielii. Unele fibre se combină și asigură origine pentru mușchiul orbicular al gurii.
Este format din trei porțiuni: medială, centrală și laterală. Porțiunea medială se poate subdiviza în continuare într-o porțiune nazolabială, o porțiune alară și o porțiune labială.
Funcția principală a mușchiului este ridicarea buzei superioare. Contracțiile mușchiului produc expresii faciale precum îngrijorarea sau anxietatea.

## Inervație
Ramurile zigomatică și bucală ale nervului facial inervează mușchiul ridicător al buzei superioare.

## Vascularizație
Mușchiul primește sânge de la artera facială și ramura infraorbitală a arterei maxilare.